# شنقب طويل المنقار
شنقب طويل المنقار (الاسم العلمي: Limnodromus  scolopaceus) (بالإنجليزية: Long-billed  Dowitcher)‏ هو طائر ينتمي إلى طيطوي وشنقب (فصيلة: Scolopacidae).